# Tomasz Jan Siemiątkowski

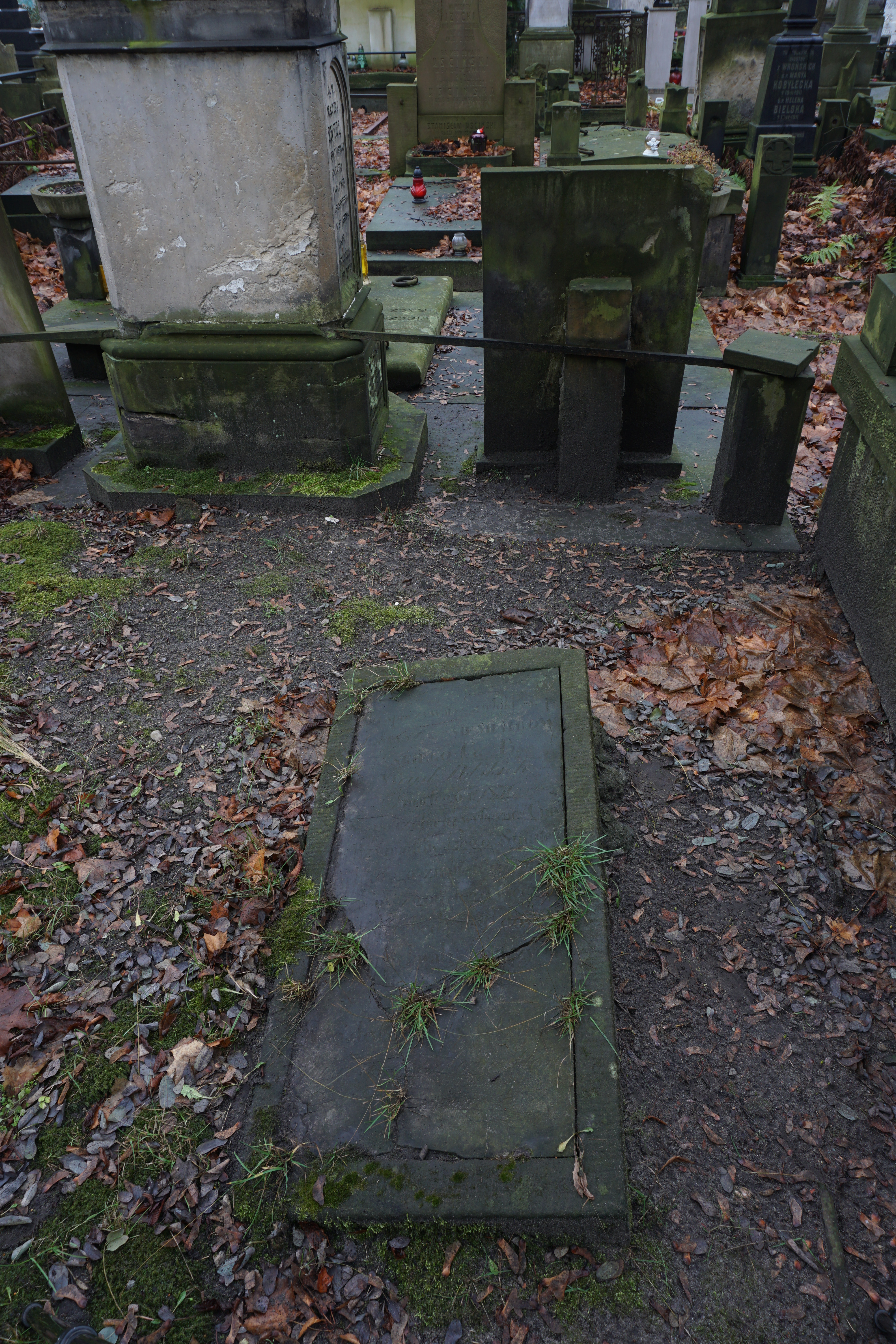
Grób Tomasza Jana Siemiątkowskiego na cmentarzu Powązkowskim

Tomasz Jan Siemiątkowski herbu Jastrzębiec, (ur. 19 grudnia 1786 roku, Tłokinia k. Kalisza, zm. 30 listopada 1830 roku, Warszawa) – generał wojsk polskich Królestwa Kongresowego.

## Życiorys
Siemiątkowski, syn Jakuba i Julianny z Walchnowskich, pochodził ze znanej w Kaliskiem majętnej rodziny szlacheckiej. Pierwsze nauki pobierał w Kaliszu. Mając lat 20 wstąpił do formowanej w Poznaniu Gwardii Honorowej mającej witać cesarza Napoleona, potem przeszedł w stopniu podporucznika do pułku jazdy powstającej w 1806 Legii Poznańskiej. Postąpił w lutym 1807 na porucznika, a już w maju, w czasie oblężenie Gdańska przez wojska napoleońskie, na kapitana. Wysłany wraz ze swym 5. Pułkiem Strzelców Konnych na wojnę przeciwko Rosji, odznaczył się w Bitwie pod Frydlandem i otrzymał w 1808 roku Order Virtuti Militari.
W roku 1812 Siemiątkowski brał ze swym pułkiem, przemianowanym teraz na 14.p. kirasjerów, udział w kampanii rosyjskiej Napoleona i wyróżnił się m.in. w bitwie pod Smoleńskiem. W sierpniu 1812 został kawalerem Legii Honorowej. Po powrocie do Księstwa Warszawskiego Siemiątkowski otrzymał awans na majora i został przydzielony do nowo utworzonego 15. Pułku Ułanów. W kampanii roku 1813 walczył (od sierpnia jako pułkownik) m.in. w bitwach pod Jüterbog i Dennewitz, działając głównie przeciw jednostkom pruskim. W listopadzie tego roku odznaczył się w potyczce pod Düben, walcząc przeciwko oddziałom Blüchera i otrzymał stopień oficera Legii Honorowej. W bitwie pod Lipskiem został ranny i przedarł się z resztkami pułku do Sedanu we Francji, gdzie walczył lutym i marcu 1814 w ostatnich bitwach Napoleona przed jego pierwszą abdykacją. Po upadku Napoleona Siemiątkowski wraz ze swym pułkiem powrócił w korpusie dowodzonym przez gen. Wincentego Krasińskiego do Polski.
Przyjęty przez wielkiego księcia Konstantego do wojsk Królestwa Polskiego, działał w latach 1815–1817 jako dowódca strzelców konnych gwardii. W 1817 poprosił o abszyt ze względu na zły stan zdrowia, ale powrócił w 1820 do służby czynnej i został przydzielony do Sztabu Głównego. W roku 1826 awansował na generała brygady i p.o. szefa Sztabu Głównego. W 1830 roku został nagrodzony Znakiem Honorowym za 20 lat służby.
W Noc Listopadową 29 listopada 1830 Siemiątkowski, który miał mieszkanie służbowe w Pałacu Saskim, otrzymał od w. ks. Konstantego zadanie obrony Placu Saskiego przed powstańcami. Utrzymał Pałac i Plac Saski do późnych godzin nocnych. Widząc koło Pałacu Brühla grupę żołnierzy i cywilów szykującą się do ataku na pałac pogalopował na koniu w ich stronę. Po ostrej wymianie zdań z powstańcami strzelono do niego i runął z konia. Zmarł następnego dnia w swym mieszkaniu w Pałacu Saskim.
Oprócz wyżej podanych odznaczeń Siemiątkowski posiadał także wysokie ordery rosyjskie: Order św. Anny 2. kl. z brylantami, Order św. Włodzimierza 3 kl. Odznaczony Orderem Świętego Stanisława I klasy w 1829 roku, II klasy w 1823 roku, posiadał Znak Honorowy za XX Lat Wzorowej Służby. Był żonaty z Apolonią ze Zbijewskich i miał trzech synów. Został pochowany na cmentarzu Powązkowskim (kwatera 23-6-23), ale Stanisław Szenic nie wymienia go w swej pracy o cmentarzu, wspominając tylko trzech generałów-lojalistów: (Blumera, Potockiego i Trębickiego), którzy spoczęli na Powązkach. Badania pp. Biernatów (zobacz niżej) wykazały tymczasem, że i Siemiątkowski został tam pochowany.
Wraz z sześcioma innymi Polakami "wiernymi monarsze" gen. Siemiątkowski został na rozkaz cara Mikołaja I upamiętniony na nieistniejącym obecnie obelisku wzniesionym w 1841 na Placu Saskim.
Był członkiem loży wolnomularskiej Bracia Zjednoczeni w drugim stopniu rytu ("czeladnik").